# Hygrolycosa rubrofasciata
Hygrolycosa rubrofasciata là một loài nhện trong họ Lycosidae.
Loài này thuộc chi Hygrolycosa. Loài này được Ohlert miêu tả năm 1865.

## Hình ảnh

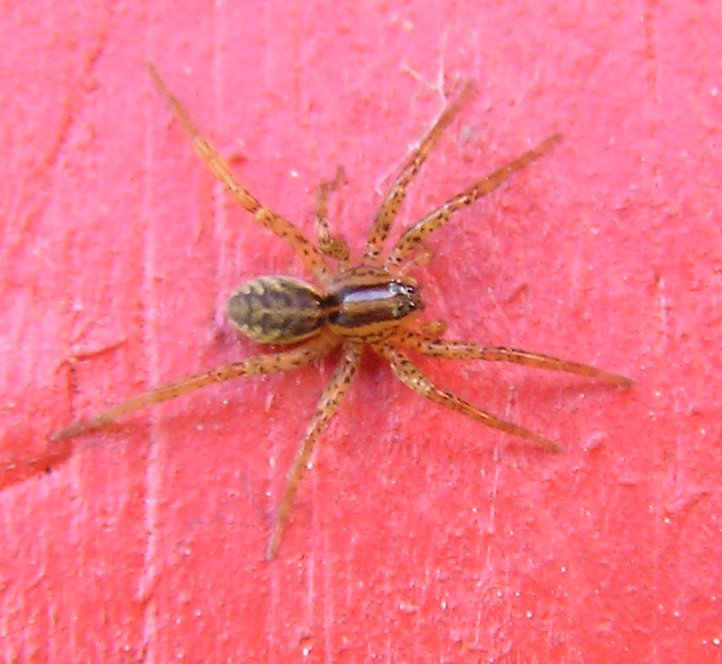